# Chileense parlementsverkiezingen 1912
Bij de Chileense parlementsverkiezingen van 1912 werd de Alianza Liberal, een alliantie van liberale partijen de grootste in de Kamer van Afgevaardigden, terwijl de Coalición, een alliantie van liberaal conservatieve partijen de grootste in de Senaat.
De Partido Conservador en de Partido Liberal Democrático werden de grootste afzonderlijke politieke partijen.
| Kamer van Afgevaardigden | Kamer van Afgevaardigden | Kamer van Afgevaardigden |
| Coalitie                 | Coalitie                 | Zetels                   |
| ------------------------ | ------------------------ | ------------------------ |
|                          | Alianza Liberal          | 62                       |
|                          | Coalición                | 56                       |
| Totaal                   | Totaal                   | 118                      |

Bron: Heise 1982
| Senaat   | Senaat          | Senaat |
| Coalitie | Coalitie        | Zetels |
| -------- | --------------- | ------ |
|          | Coalición       | 19     |
|          | Alianza Liberal | 18     |
| Totaal   | Totaal          | 37     |

Bron: Heise 1982